# Morgan Hill
Morgan Hill, fundada en 1906, es una ciudad ubicada en el condado de Santa Clara en el estado estadounidense de California. En el año 2000 tenía una población de 33,556 habitantes y una densidad poblacional de 1,110.7 personas por km².

## Geografía
Morgan Hill se encuentra ubicada en las coordenadas 37°7′N 121°39′O / 37.117, -121.650. Según la Oficina del Censo, la ciudad tiene un área total de 30,2 km² (11,7 mi²), de la cual 30,2 km² (11,7 mi²) es tierra y 0 km² (0 mi²) (0%) es agua.

## Demografía
Según la Oficina del Censo en 2007 los ingresos medios por hogar en la localidad eran de $99.243, y los ingresos medios por familia eran $108.611. Los hombres tenían unos ingresos medios de $61.999 frente a los $42.003 para las mujeres. La renta per cápita para la localidad era de $33.047. Alrededor del 4'7% de la población estaban por debajo del umbral de pobreza.